# دادگاه استیناف (مالزی)
دادگاه استیناف (به انگلیسی: Court of Appeal) (مالایی: Mahkamah Rayuan Malaysia) یک دادگاه استیناف در سیستم قضایی مالزی است. این دادگاه از لحاظ سلسله مراتب قضایی، دومین نهاد قضایی در ذیل دادگاه فدرال است. بعد از لغو حق درخواست تجدید نظر به شورای خصوصی بریتانیا در سال ۱۹۸۵، این دادگاه در سال ۱۹۹۴ به عنوان بخشی از اصلاحات در قوه قضائیه برای ایجاد دادگاه تجدید نظر در سطح دوم سلسله مراتب قضایی، تأسیس شد. ریاست این دادگاه بر عهده رئیس دادگاه استیناف مالزی است که پس از رئیس قوه قضائیه مالزی دومین مقام ارشد در قوه قضاییه است.
در روز ۱۷ ژانویه ۲۰۲۳، آبانگ اسکندر نزد یانگ دی پرتوان آگونگ به عنوان رئیس دادگاه استیناف سوگند یاد کرد و جانشین روحانا یوسف گردید، او اولین زنی بود که در این سمت خدمت کرد و در ماه نوامبر ۲۰۲۲ با رسیدن به سن بازنشستگی اجباری بازنشسته شد.